# 新赫布里底群島

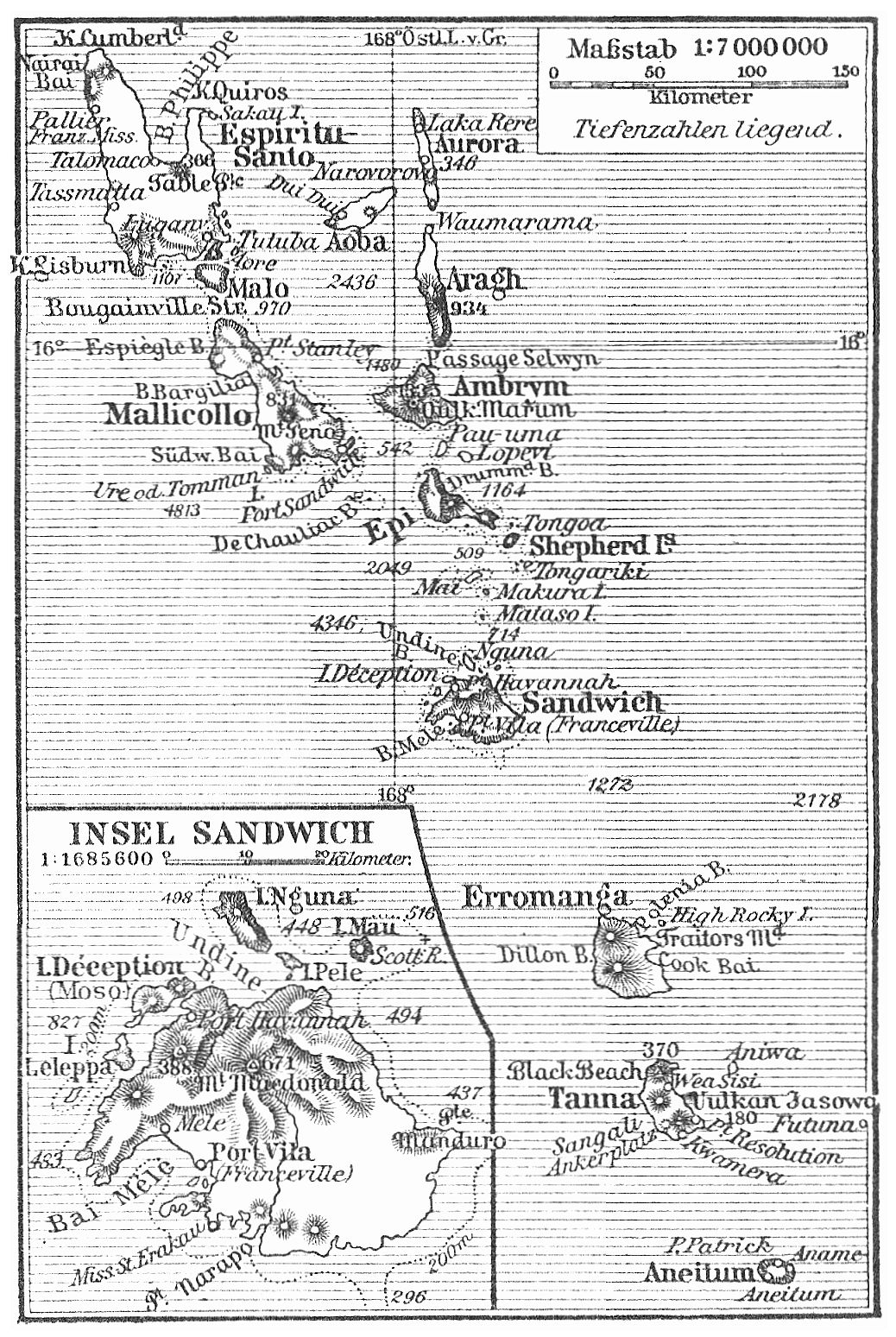

新赫布里底群島（英語：New Hebrides），又名瓦努阿图群岛（英語：Vanuatu Islands），是太平洋的一个群島，位於所羅門群島以東300公里、新喀里多尼亞東北460公里、斐濟以西960公里，属于美拉尼西亚的一部分。群岛全境都属于瓦努阿图的领土，全長700公里，由約60座島嶼組成，總土地面積11,307平方公里，1999年人口178,921。